# Sabadel-Lauzès
Sabadel-Lauzès è un comune francese di 95 abitanti situato nel dipartimento del Lot nella regione dell'Occitania.

## Società

### Evoluzione demografica
Abitanti censiti